# IPad (4.ª geração)
iPad 4, chamado oficialmente de iPad with Retina display (iPad com tela Retina, em português) ou simplesmente iPad Retina, é a quarta geração do iPad, apresentada pela Apple Inc. no Apple Special Event October 2012 em 23 de outubro de 2012.
O iPad 4 foi lançado apenas 7 meses depois do iPad 3 e têm 9,4 mm de espessura. Este iPad custa o mesmo do anterior, ou seja 499 dólares nos Estados Unidos. No dia da apresentação as ações da Apple caíram 3,23 %, como é costume na apresentação de produtos da marca. O iPad 4 foi apresentado por Phil Schiller na Califórnia.
As vendas no Brasil começaram em 14 de dezembro de 2012, com um aumento no preço de aproximadamente 13% em relação à geração anterior.